# Новый, Карел

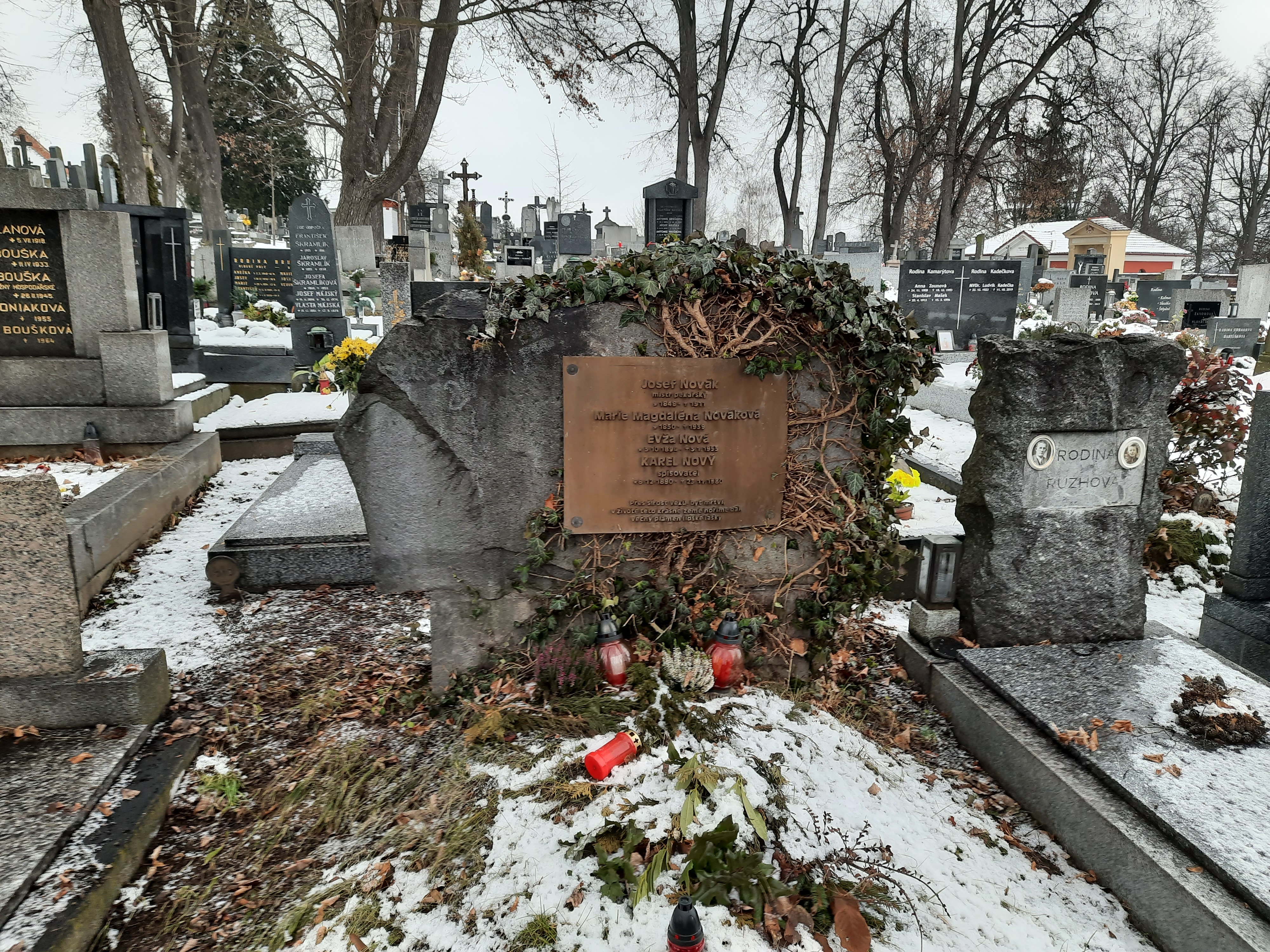
Могила Карела Новы и его семьи на Староместском кладбище в Бенешове.

Карел Новый (Новы) (8 декабря 1890 — 28 ноября 1980) — чешский писатель, публицист, журналист, киносценарист, драматург, заслуженный художник Чехословакии (1954), народный художник Чехословакии (1960). Лауреат Государственной премии им. Клемента Готвальда (1960).

## Биография
Родился в семье бедного пекаря. Учился в гимназии в Бенешове, где его одноклассником был Владислав Ванчура. Перепробовал много разных профессий, пока не занялся журналистикой.
С 1918 года печатался в журнале «Maják», в 1918—1921 годах редактировал «Mladé proudy». Основатель журнала «Socialista» (1923). В 1927—1932 годах — редактор еженедельного журнала «Дом и мир». Активный участник левых политических и художественных мероприятий (член Комитета солидарности с забастовщиками и др.).
Во время немецко-фашистской оккупации Чехословакии был заключён в концлагерь (1944) в Силезии близ Вроцлава. После освобождения страны выступал как публицист и детский писатель.
В 1952—1956 годах был главным редактором Государственного книгоиздательства.

## Творчество
Народный писатель Чехословакии Карел Новый принадлежит к числу виднейших мастеров слова. Вся жизнь и творческая деятельность этого признанного старейшины национальной литературы тысячами нитей связана с теми радостными и трагическими событиями, которые выпали на долю чешского народа в первой половине XX-го века. Многие из них нашли живое творческое отражение в книгах писателя.
Литературная работа Карела Нового охватывает множество жанров: от фельетонов и рассказов до больших романов, от книг для детей и юношества до театральных пьес и киносценариев.
Известность К. Новому принесла трилогия «Железный круг» ‒ о судьбах сельского пролетариата (романы «Хутор Кршешин», 1927; «Сердце среди бури», 1930; «Лицом к лицу», 1932). Периоду экономического кризиса посвящены романы «Мы хотим жить» (1933) и «На распутье» (1934, 2-я редакция 1949; рус. пер. 1962), исторической тематике ‒ романы «Покушение» (1935) и «Рыцари и разбойники» (1940). На основе своей книги «Городок Раньков» (1927) написал автобиографический роман «Пламя и ветер» (1959; рус. пер. 1965), за который и был отмечен Государственной премией им. Клемента Готвальда.

## Избранные произведения для детей и юношества
- Rybaříci na modré zátoce (1936)
- Potulný lovec (роман, 1941)
- Nehasnoucí ohně (сборник рассказов, 1951)
- Básníkova první láska (1962)

Похоронен в Бенешове.

## Награды
- Орден Труда (Чехословакия)
- Государственная премия ЧССР имени Клемента Готвальда (1960)
- Заслуженный художник Чехословакии (1954)
- Народный художник Чехословакии (1960)